# Beth Bonner
Elizabeth "Beth" Bonner (née le 9 juin 1952 et morte le 9 octobre 1998) est une athlète américaine, spécialiste du marathon.    
Le 9 mai 1971, elle établit une nouvelle meilleure performance mondiale sur marathon en établissant le temps de 3 h 1 min 42 s à Philadelphie. 
Le 19 septembre 1971, au cours du marathon de New York, elle devient la première athlète féminine à parcourir un marathon en moins de trois heures en réalisant le temps de 2 h 55 min 22 s .     